# Superga-vliegramp

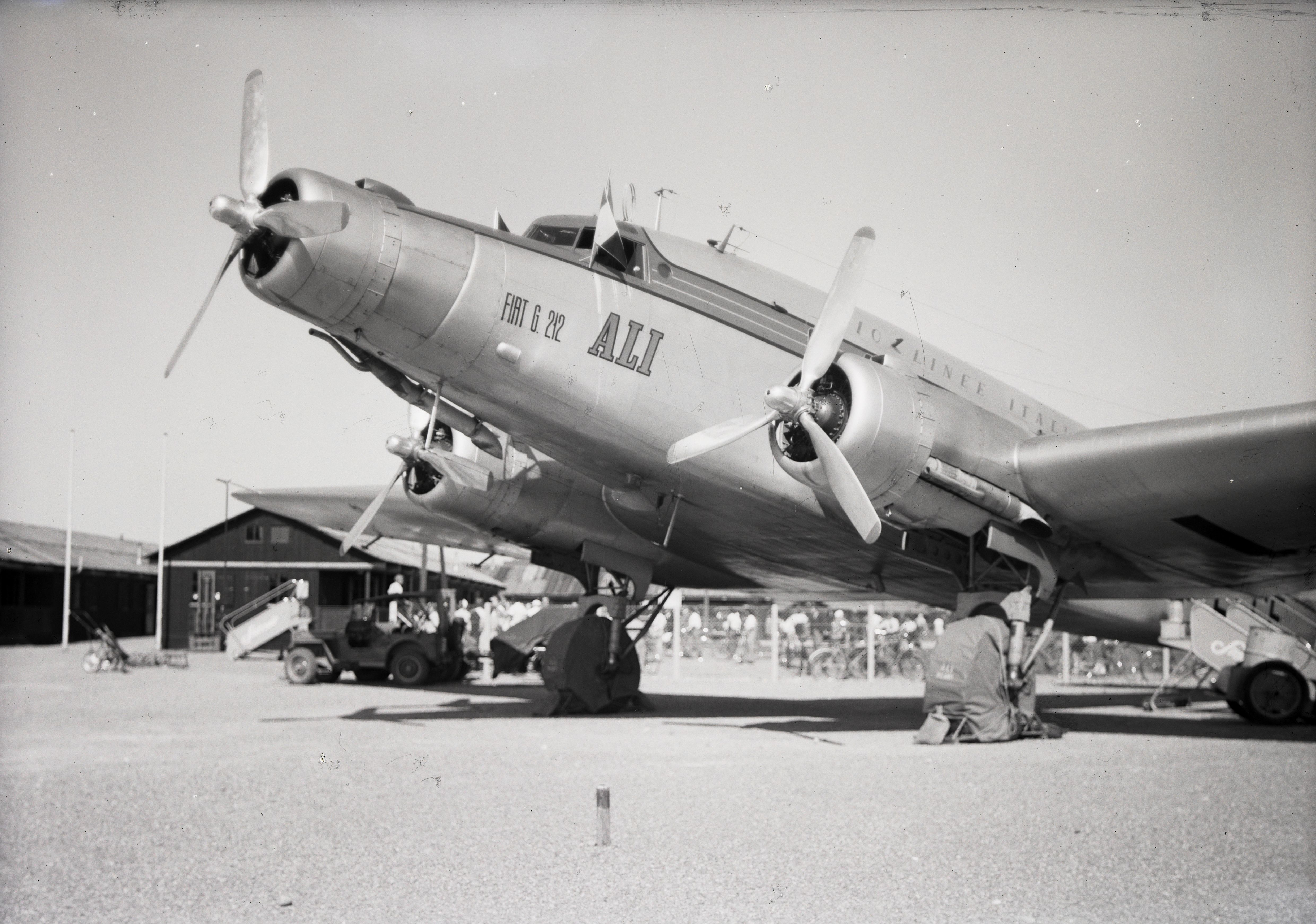
I-ELCE in Zürich

De Superga-vliegramp was een vliegtuigongeluk bij Turijn, op 4 mei 1949. Alle 31 inzittenden kwamen om het leven, waaronder nagenoeg het hele elftal van AC Torino.

## Verloop
Het toestel, een driemotorige Fiat G.212, met de ploeg van Torino aan boord, vertrok vanuit Lissabon, alwaar het team  ter ere van de Portugese voetballer Francisco Ferreira een vriendschappelijk duel had gespeeld tegen SL Benfica. Na een tussenlanding in Barcelona vloog het toestel tegen vijf uur 's middags in de buurt van Pino Torinese, waar een radiobaken stond. De verkeerstoren van luchthaven Turijn-Aeritalia gaf om 16.55 uur de weersomstandigheden door: laaghangende bewolking, hevige regenbuien, windstoten uit zuidwestelijke richting en slechts 40 meter zicht.
Om 17.03 uur draaide het toestel naar het westen, om de landingsbaan aan te vliegen. Vervolgens crashte het in dichte mist tegen de ommuring van de basiliek van Superga, 2 km ten noorden van Pino Torinese. Er waren geen overlevenden.

## Nasleep
De 31 slachtoffers, waaronder 18 spelers, 2 directeuren, 4 stafleden en 3 journalisten, werden twee dagen later begraven op het Palazzo Madama. Ruim een half miljoen mensen bewezen de ploeg de laatste eer. Torino kreeg op verzoek van rivaliserende clubs postuum de kampioenstitel toegekend.
Omdat de ramp vrijwel het gehele elftal van Torino had weggevaagd werd andere Italiaanse clubs gevraagd ieder een speler te doneren voor het seizoen 1949-50.

## Slachtoffers
Spelers
- Valerio Bacigalupo
- Aldo Ballarin
- Dino Ballarin
- Émile Bongiorni
- Eusebio Castigliano
- Rubens Fadini
- Guglielmo Gabetto
- Ruggero Grava
- Giuseppe Grezar
- Ezio Loik
- Virgilio Maroso
- Danilo Martelli
- Valentino Mazzola
- Romeo Menti
- Piero Operto
- Franco Ossola
- Mario Rigamonti
- Julius Schubert

Technische staf
- Arnaldo Agnisetta, manager
- Ippolito Civalleri, manager
- Egri Erbstein, trainer
- Leslie Lievesley, coach
- Ottavio Corina, masseur

Journalisten

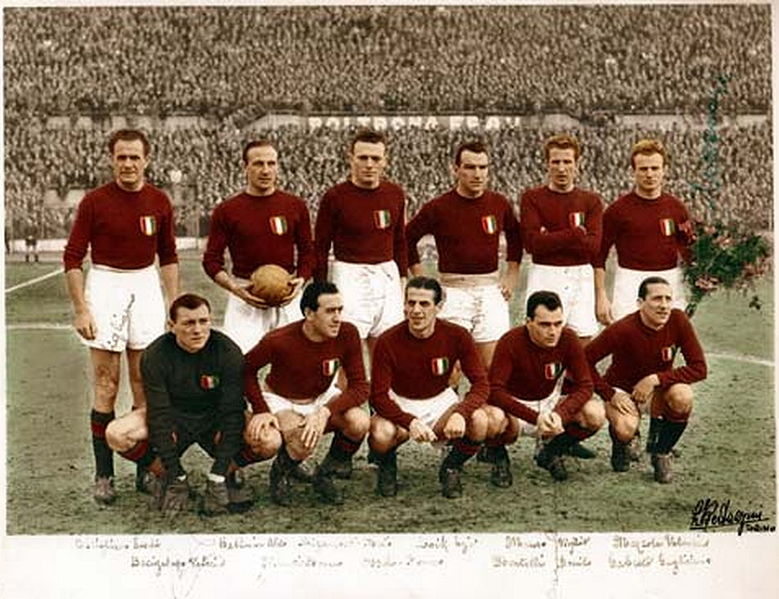
Een aantal van de omgekomen spelers.

- Renato Casalbore, oprichter van Tuttosport
- Luigi Cavallero, (La Stampa)
- Renato Tosatti, (Gazzetta del Popolo)

Bemanning
- Pierluigi Meroni, gezagvoerder
- Antonio Pangrazi
- Celestino D'Inca
- Cesare Biancardi

Anderen
- Andrea Bonaiuti, organisator

## Overlevende spelers van het elftal
- Renato Gandolfi
- Sauro Tomà